# درباره پیشگویی
دربارهٔ پیشگویی (انگلیسی: De Divinatione) در مورد فال یک گفتگوی فلسفی دربارهٔ پیشگویی در روم باستان است که در سال ۴۴ قبل از میلاد توسط مارکوس تولیوس سیسرون نوشته شده‌است. دربارهٔ پیشگویی در دو کتاب، به شکل گفت‌وگو (داستان) که سیسرون هم با خود (که بیشتر در کتاب دوم صحبت می‌کند و شامل قطعه‌ای از شعر سیسرون در کنسولگری خودش است) و هم با برادرش کوینتوس تولیوس سیسرو در حال گفتگو هستند. کتاب اول به دفاعیات دینی برادرش از پیشگویی (در راستای اعتقادات اساساً رواقی‌گری) او می‌پردازد، در حالی که کتاب دوم حاوی رد این موارد توسط سیسرون از دیدگاه فلسفی شک‌گرایی آکادمیک است.